# Chersonissos
Chersonissos (Grieks: Χερσόνησος) is een plaats op het Griekse eiland Kreta, gelegen aan de Middellandse Zee. De plaats ligt ongeveer 25 kilometer ten oosten van Iraklion en ongeveer veertig kilometer ten westen van Agios Nikolaos. De naam betekent schiereiland in het Grieks.

## Limenas Chersonissos en Ano Chersonissos
Wat doorgaans Chersonissos genoemd wordt, is eigenlijk het gedeelte van de plaats achter het haventje, Limenas Chersonissou (Λιμένας Χερσονήσου). Hoger in de heuvels ligt het oude gedeelte van Chersonissos, Ano Chersonissos (Ανω Χερσόνησος). Dit gedeelte is weliswaar ook toeristisch, maar beduidend rustiger. Het laaggelegen gedeelte, Limenas Chersonissou, trekt veel toeristen. De hoofdstraat is een lange strip met veel bars, discotheken, (souvenir)winkeltjes en restaurants. De plaats is sterk ingesteld op het nachtleven en heeft daarom veel discotheken en nachtclubs. Veel horecaondernemingen hebben een Nederlandse uitstraling en namen en trekken veel Nederlandse toeristen. In 2010 en 2011 was Chersonissos de thuishaven van televisieopnamens voor de populaire Nederlandse RTL5-serie Oh Oh Cherso.
Aan de oostzijde van de haven ligt de kerk Agia Paraskevi (Αγία Παρασκευή) die gedeeltelijk in een rots is gebouwd. Dichter bij het centrum ligt een kerk in de vorm van een kruisbasiliek. Deze kerk telt twee ingangen omdat hij is gewijd aan twee heiligen: de heilige Joris (Άγιος Γεώργιος) en de heilige Nicolaas (Αγιος Νικόλαος). Even ten oosten van Chersonissos ligt het openluchtmuseum Lychnostatis waar onder andere folkloristische kunst en oude werktuigen tentoongesteld zijn.
Chersonissos heeft meerdere kleine stranden.
Zoals in de toeristische gedeelten van Kreta gebruikelijk is, leeft de plaatselijke bevolking, behalve van het toerisme, ook van de landbouw. In het najaar, wanneer de meeste toeristen vertrokken zijn, werken veel uit de toeristenbranche voornamelijk in de olijvenoogst.

## Historie
In de oudheid werd voor het eerst melding gemaakt van Chersonissos in het werk Deugdzame vrouwen (Γυναικών αρεταί) van Plutarchus. In dit werk wordt verwezen naar Chersonissos als een kolonie van de Spartanen. Vanaf 67 v.Chr. behoorde Kreta tot het Romeinse Rijk en nam Chersonissos een belangrijke functie in als haven. Er zijn vele archeologische vondsten uit deze tijd, zoals de restanten van een aquaduct en een fontein. In 337 werd het Romeinse rijk in een oostelijk en een westelijk deel opgesplitst. Kreta behoorde nu tot het oostelijke deel. Hierna ging het snel bergafwaarts met Chersonissos. Gedurende de Venetiaanse en de Turkse overheersing was het een onbeduidend vissersplaatsje met weinig inwoners. Sinds de jaren zestig van de twintigste eeuw is Chersonissos uitgegroeid tot een belangrijk toeristencentrum van Kreta.

## Bestuurlijk
Chersonissos vormde tot 2011 een eigen gemeente. Bij de Griekse bestuurlijke hervorming dat jaar werden de gemeenten Chersonissos, Episkopi, Gouves en Malia samengevoegd tot een nieuwe gemeente Chersonissos, met als hoofdplaats Gouves. De voormalige gemeenten werden deelgemeenten. De gemeente Chersonissos maakt deel uit van het periferie-district Iraklion.

## Foto's

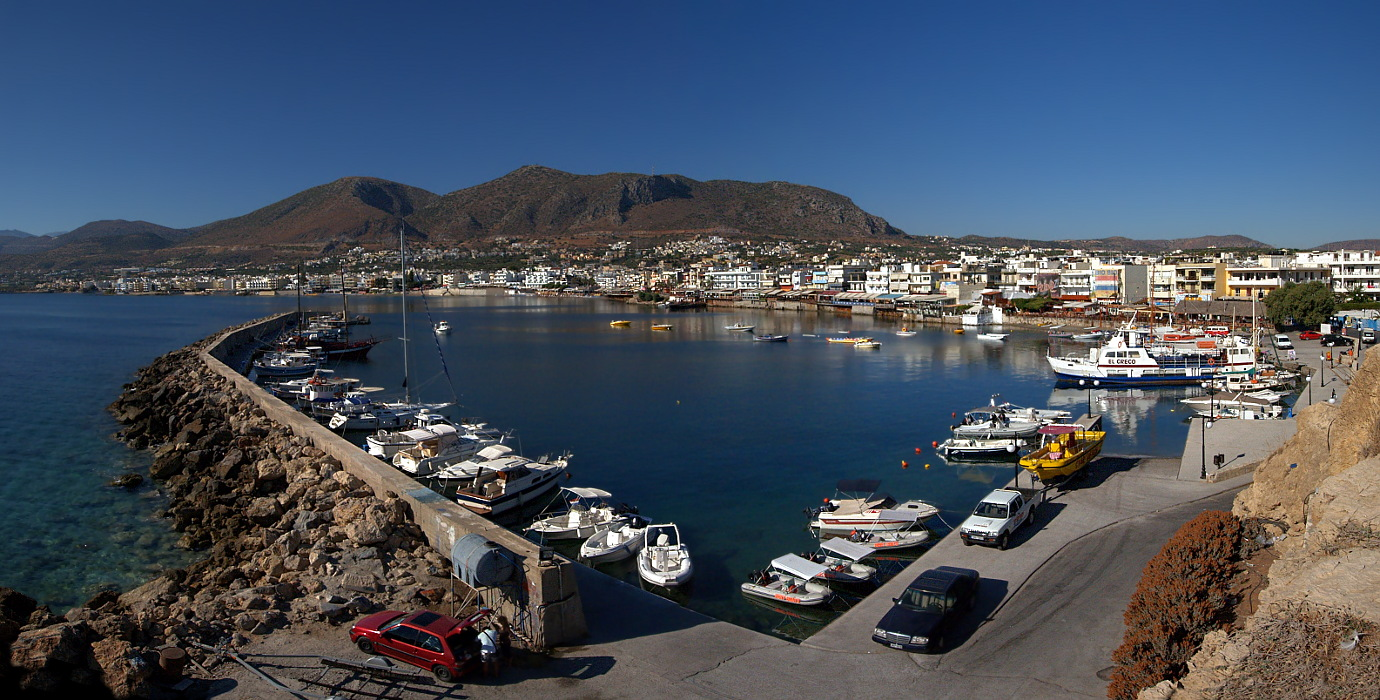
Haven van Chersonissos
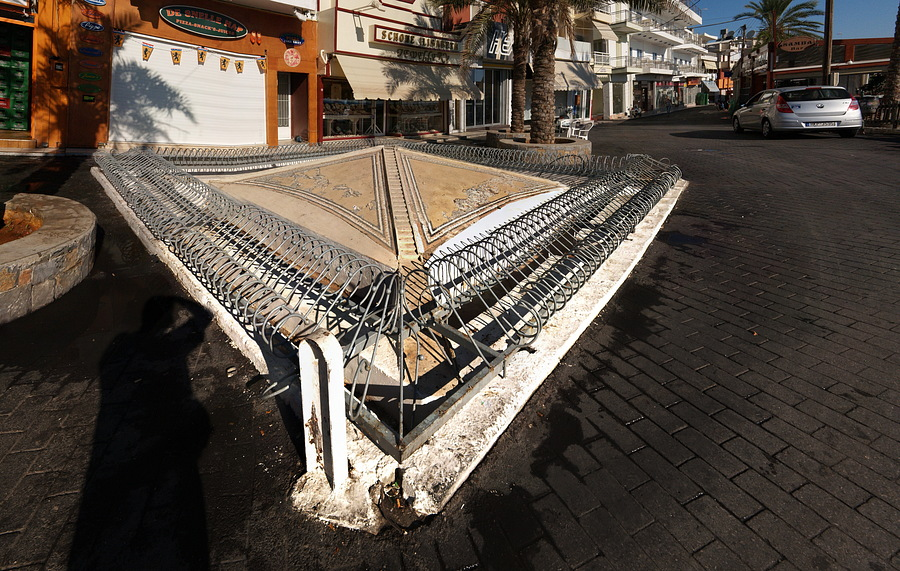
Romeinse fontein
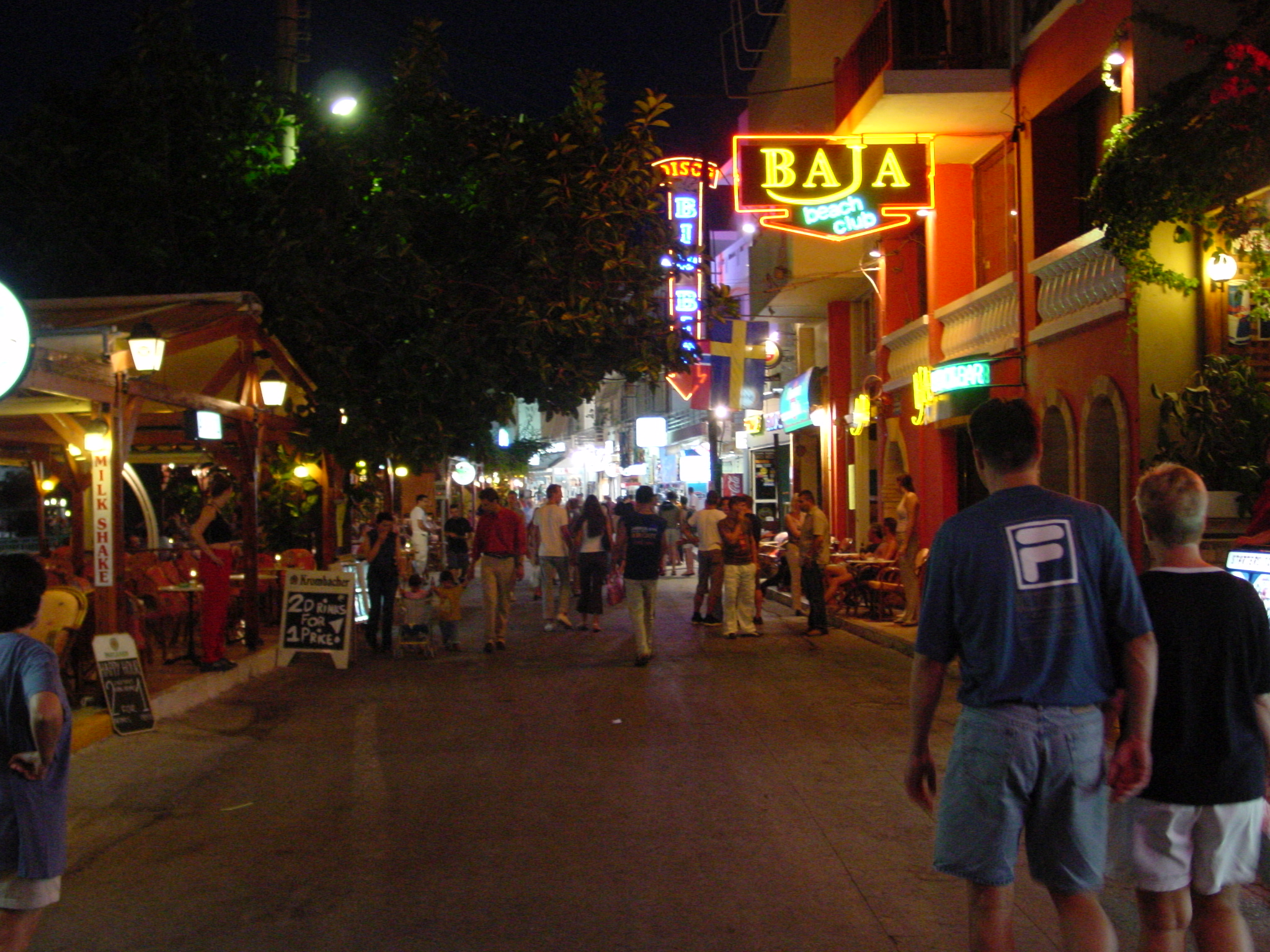
Nachtleven in Chersonissos